# Giovanni Mongiello
Giovanni Mongiello (Foggia, 1º maggio 1942) è un politico italiano.

## Biografia
Frequenta l'istituto di Ragioneria e si laurea a Perugia in economia e commercio. Successivamente si laurea in giurisprudenza a Teramo. Si iscrive alla Democrazia Cristiana a Foggia dal 1960. Nel 1965 diventa dirigente della sezione "Alcide de Gasperi" di Foggia. Nel 1969 fa parte della direzione cittadina di Foggia della DC e diventa componente del consiglio di amministrazione dell'ospedale provinciale di maternità di Foggia.
Nel 1970 diventa responsabile provinciale del movimento a favore del referendum contro il divorzio a Foggia e fa parte della segreteria nazionale a Roma. Diviene poi responsabile dei "Giovani dell'Azione cattolica". Nel 1971 è candidato nelle liste della Dc alle elezioni per il consiglio comunale di Foggia. Viene eletto consigliere comunale con 3451 preferenze. Nel 1976 diviene nuovamente consigliere comunale con 4563 preferenze. Nel 1978 diventa capogruppo della democrazia cristiana per il gruppo consiliare a Foggia. Nel 1980 viene nominato presidente della Usl di Foggia. Nel 1981 si ricandida al consiglio comunale di foggia e viene eletto con 5681 preferenze. Il 2 dicembre 1981 viene nominato sindaco di Foggia. In dissenso con la propria maggioranza per questioni urbanistiche, il 30 novembre del 1982 si dimette da sindaco in consiglio comunale.
Il 9 di aprile 1983 a seguito dello scioglimento del parlamento, partecipa alle nuove elezioni, il 21 aprile 1983 viene eletto deputato. Nello stesso anno fa parte della commissione agricoltura della Camera dei Deputati. Nel 1984 inizia a far parte della "Commissione bicamerale parlamentare antimafia ". Nel 1986 promuove a Foggia una "Scuola di Formazione Politica" per i giovani dai 18 ai 25 anni, la scuola comincia ad ottobre e si conclude a maggio del 1987.
Nel 1987 si ricandida alla Camera dei Deputati e viene eletto deputato, fa parte della commissione Bilancio della Camera dei Deputati. Il 26 luglio 1989 viene nominato Sottosegretario di Stato alla Marina Mercantile nel VI governo Andreotti.
Nel 1992 alle elezioni politiche viene riconfermato deputato della Repubblica. Dal 1992 al 1994 lascia la DC e insieme a Pier Ferdinando Casini e Clemente Mastella crea il CCD, schierandosi nel 1994 insieme a Forza Italia. Nel 1994 diviene senatore nel collegio Foggia-Gargano. Alla formazione del Primo Governo Berlusconi ne fa parte come sottosegretario di stato al tesoro. Con la caduta del Governo Berlusconi diviene collaboratore del nuovo presidente del consiglio, Lamberto Dini, rompendo con i vertici del CCD. Nel 1996 non si ricandida e con Flaminio Piccoli e altri della Dc, avvia il movimento "Nuova Dc"
Nel 1999 entra a far parte del Cdu di Rocco Buttiglione. Nel Cdu diventa vice segretario nazionale mentre a Foggia in opposizione, si presenta al consiglio comunale.
Nel 2001 decide di candidarsi per la camera dei deputati a Bari, nel collegio di Modugno, vincendo la competizione elettorale. In quella legislatura diventa vice capogruppo vicario dell'Udc e poi vice presidente della commissione parlamentare sul dossier Mitrochin. Diventa inoltre segretario regionale dell'UDC per la Puglia fino all'inizio del 2005, quando decide di lasciare l'UDC e forma i Cristiani Uniti che decidono di presentarsi nella competizione regionale con le liste del centro sinistra.
Nel 2006 le liste sono presenti al Senato e in alcune regioni a favore dello schieramento di centro sinistra con Romano Prodi candidato. Gianni Mongiello è candidato nella Sicilia orientale al 13º posto, eletti in 11, Mongiello copre la carica di Sotto Segretario al ministero delle politiche agricole nel secondo Governo Prodi.
Non partecipa alla fondazione del PD ed è escluso dalle liste dei candidati al parlamento nel 2008. Si dimette quindi da sottosegretario dei Cristiani Uniti.